# リカルドーネ
リカルドーネ（伊: Ricaldone）は、イタリア共和国ピエモンテ州アレッサンドリア県にある、人口約600人の基礎自治体（コムーネ）。

## 地理

### 位置・広がり
| 隣接するコムーネは以下の通り。括弧内のATはアスティ県所属を示す。 - アックイ・テルメ - アーリチェ・ベル・コッレ - カッシーネ - マランツァーナ (AT) - モンバルッツォ (AT) - クアランティ (AT) - ストレーヴィ |

### 地震分類
イタリアの地震リスク階級 (it) では、3 に分類される
。

## 行政

### 分離集落
リカルドーネには以下の分離集落（フラツィオーネ）がある。
- Baiascera, Battigia, Bicogno, Borella, Boschi, Bricco, Broglio, Caldana, Campolungo, Camporinaldo, Cappelletta, Celle, Costa, Cuniggio, Fontana Perla, Gazzolo, Guasasco, Imperiale, Madonna, Mezzane, Molinetta, Montà, Monticelli, Peceto, Predamonte, Quarto, Rioglio, Rocche, Rovile, San Bernardo, San Sebastiano, Sant'Angelo, Sarogna, Sgorlo, Spessa, Vallerenzo, Valmorana, Valporcile, Vantiggi, Violina